# 25237 Hurwitz
25237 Hurwitz este un asteroid din centura principală de asteroizi.

## Descriere
25237 Hurwitz este un asteroid din centura principală de asteroizi. A fost descoperit pe 20 octombrie 1998 la Prescott (Arizona) de Paul G. Comba. Asteroidul prezintă o orbită caracterizată de o semiaxă mare de 2,97 ua, o excentricitate de 0,02 și o înclinație de 1,6° în raport cu ecliptica.